# Hubert Ries
Pieter Hubert Ries (Bonn, 1º aprile 1802 – Berlino, 14 settembre 1886) è stato un violinista e compositore tedesco.

## Biografia
Figlio di Franz Anton Ries e fratello di Ferdinand Ries, dopo aver iniziato gli studi con il padre, si trasferì a Kassel dove proseguì sotto gli insegnamenti di Louis Spohr e Moritz Hauptmann. Nel 1824 diventò membro dell'orchestra del Königsstädtisches Theater di Berlino, e l'anno successivo entrò in servizio presso la cappella di corte. Nel 1835 divenne direttore della Filarmonica di Berlino; Dal 1851 al 1872 insegnò alla scuola d'orchestra reale. Ebbe tre figli, tutti e tre successivamente introdottisi nel campo della musica: Louis Ries nato il 30 gennaio 1830, violinista; Adolf Ries (nato il 20 dicembre 1837), pianista; e Franz Ries (nato il 7 aprile 1846), violinista e compositore.

## Opere
Tra le composizioni di Hubert Ries ricordiamo due concerti per violino, quartetti per archi, studi, duetti, e eserciziari.
Anche nel campo educativo, Ries produsse importanti lavori: di gran valore le pubblicazioni "Violinschule für den ersten Unterricht", (scuola di violino per le prime lezioni), "Violinstudien in mäßiger Schwierigkeit" (Studi per violino di moderata difficoltà) e "Zwölf Violinstudien in Form von Konzertstücken" (Dodici studi per violino in forma di parti di concerto).